# Komintern (Adiguesia)
Komintern (del ruso: Коминтерн) es un jútor del raión de Maikop en la república de Adiguesia de Rusia. Está en la orilla derecha del río Ulka, 22 km al norte de Tulski y 13 km al nordeste de Maikop, la capital de la república. Tenía 271 habitantes en 2010.
Pertenece al municipio Krasnoulskoye.